# 九人の魔女

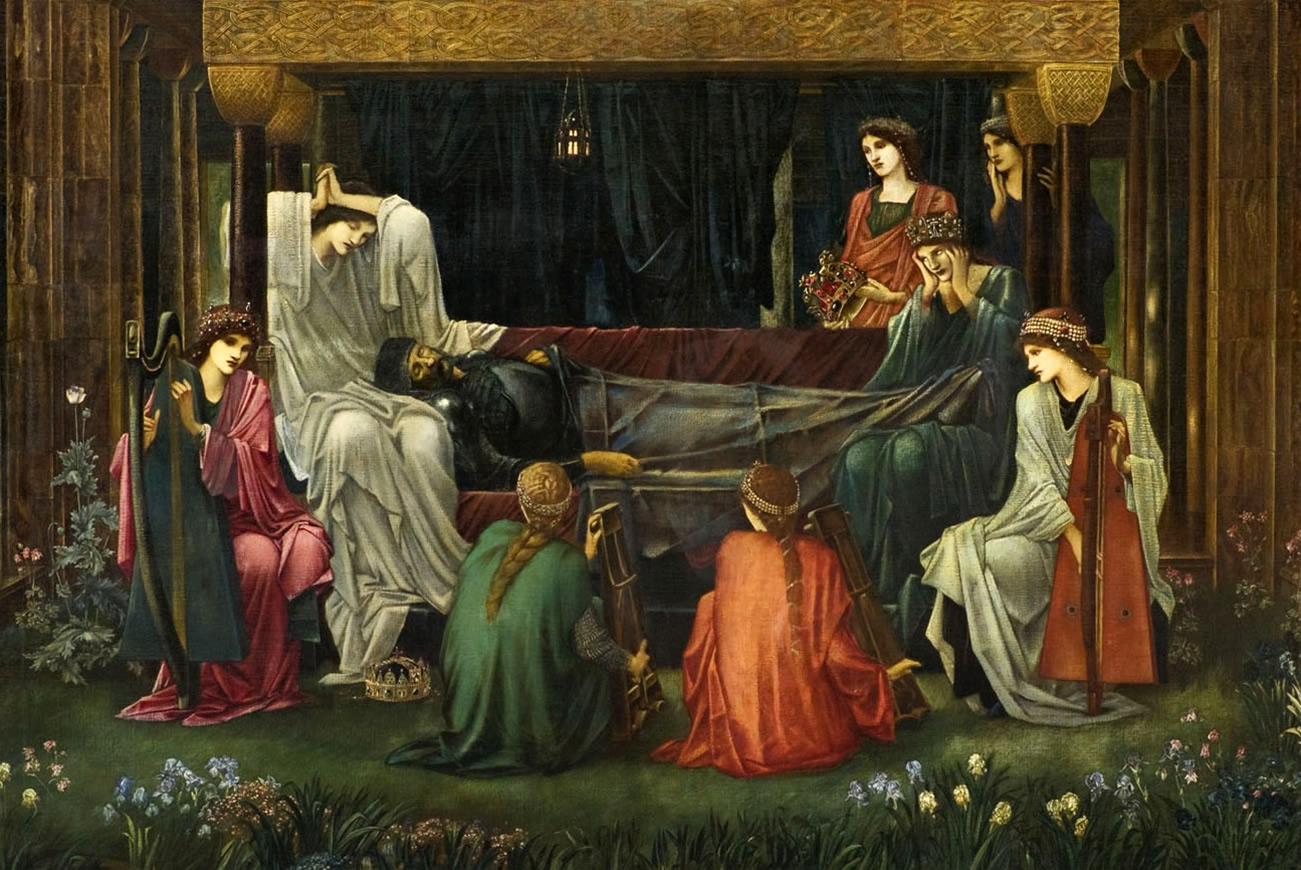
エドワード・バーン＝ジョーンズの1898年の絵画『アーサー王の最後の眠り』の細部。ポンセ美術館所蔵。

九人の魔女（くにんのまじょ、英語: Nine sorceresses）、あるいは九姉妹（きゅうしまい、英語: Nine sisters）とは、世界の神話のテーマで一般的な九人の乙女の異形であり、アーサー王伝説に繰り返し登場する一団である。

## アンヌウヴンの乙女とイスタウイングンの魔女

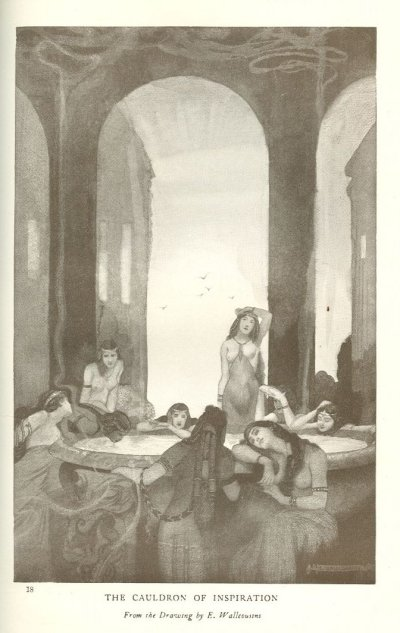
アーネスト・ウォールカズンズの1912年の挿絵『アンヌンにある魔法の大釜を守っている九人の乙女』。

「アンヌウヴンの略奪」では異界の島アンヌウヴン（Annwfn, アンヌンAnnwnとも。ウェールズにおけるケルトの異界）の九人の乙女の女祭司が魔法の大釜を守っているが、彼女たちの魔法には火を吹くことも含まれていたと考えられる。アーサーと彼の軍団の襲撃により大釜は奪われるか破壊されたが、アンヌウヴンの乙女たちがどうなったかについては言及されていない。超自然的な9人の女性のモチーフは、その他のケルトの異界の物語にも登場するが、これはおそらく古いケルトの宗教における女祭司の共同体と関連すると考えられる。
イスタウイングン（Ystawingun、Ystavingunとも）の九人の魔女は10世紀の詩「門番は何者か（Pa Gur yv y Porthaur）」の1行で触れられる。詩の中では彼女らをこの高地で殺害した武勲はカイ（のちの伝承のケイ卿）のもっとも偉大な功績に数えられている。イスタウイングンがどこかは不明だが、スタントン・ムーアと、そこにあるNine Ladiesとして知られるストーンサークル、あるいはPorthsgiwedと関連づけられると考えられる。ジョンとケイトリン・マシューズによれば、「門番は何者か」でカイに殺害されたと信じられている女性たちは、実のところ「アンヌウヴンの略奪」の異教の女祭司と同一なのである。
ノリス・J・レーシーやJohn T. Kochなどの研究者は、「アンヌウヴンの略奪」に加えて、7世紀のブルターニュのレー "Vita Prima Samsonis" の9人の魔女の姉妹と彼女らの母と関連づける。彼女の説明はアイルランドの女神モリガンと共通点がある。この作品ではドルのサムソンが凶暴な目つきの魔女（malefica）で、自身をテオマッハ（Theomacha、神の敵）と称する姉妹のひとりと、彼女がロワールの島の森の中を飛んでいるところで出会う。彼女は彼の若い助祭のひとりに攻撃をしかける。サムソンは悔い改めて改心するように言うが、彼女はこれまでの人生で成してきたような悪事以外を行いたくなかった。その後神の敵は逃げ去ろうとするが、サムソンはこの場に止まるように命じ、彼女を空中で全く動けないようにして、最後の機会を与えるが、彼女は救済の及ばないことを知る。サムソンは全く救いようのない女性を破滅させる祈りを始め、祈りが終わるやいなや彼女は落ちて死ぬ。

## アヴァロンの姉妹

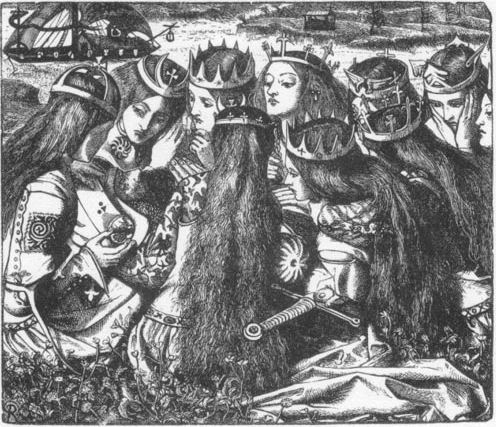
ダンテ・ゲイブリエル・ロセッティの1856年と1857年の間の挿絵『アーサー王と泣く女王たち』。

12世紀のジェフリー・オブ・モンマスによる「マーリンの生涯」では、九姉妹が治めている天国の「林檎の島」である魔法のアヴァロンの島が紹介され、モルゲン（Morgen）、モーロノエー（Moronoe）、マゾエー（Mazoe）、グリーテン（Gliten）、グリートーネア（Glitonea）、グリートン（Gliton）、テューロノエー（Tyronoe）、そしてティーテン（Thiten）、ティートン（Thiton）、あるいは2人ともティーティス（Thitis）という名前で、うちひとりが「その際立ったシターンの腕前で最もよく知られる」姉妹である。姉妹は、彼女らが蘇らせることを望むタリエシンから瀕死のアーサーを受け取る。美しく賢く、そして力強い彼女らの女王モルゲンは、後のアーサー王伝説においてアーサー自身の姉モーガン・ル・フェイになり、自身で瀕死のアーサーをアヴァロンへ連れて行く。他の8人の姉妹はこのテキストのみに登場し、他の中世の作家による作品の中に再び現れることはない。
著者が「アンヌウヴンの略奪」のような物語の他に、ブルターニュ沖にあるサン島についての古代ローマの記述、1世紀の地理学者による『ポンポニウス・メラ』に記述される途方もない魔力を振るう9人の処女の女祭司が治める島に霊感を受けた可能性は大いにあり得る。他に関連する可能性のあるものは、ギリシャ神話のキルケーやメーデイア、そして9人のムーサである（姉妹のほとんどがギリシャ式の名前である）。ジェフリーのアヴァロンはアンヌンとも関連していて、モルゲンは初期の写本のひとつでは「アンヌンの女神」とさえ呼ばれているのである。またアヴァロンの島に住むモルゲンを加えた九姉妹の数は、三位一体の三倍の数として、ケルト神話の戦女神と共鳴しあう。

## カエル・ロイウの魔女
九人の魔女は最後に「マビノギオン」の一編「エヴラウクの息子ペレドゥルの物語」に登場する。その中でペレドゥル（パーシヴァルの異形）は物語の全編を通して多くの敵に直面する。しかしながら、彼は最終的に真の敵がグロスターの九人の魔女（Nine Sorceresses of Gloucester）としても知られる、カエル・ロイウの魔女（ウェールズ語: Gwiddonod Caerloyw）、すなわち悪意あるカエル・ロイウの九人の魔女（Caer Lloyw あるいは Cerloyw とは、英語では文字通り「輝きの城（the Castle of Glow）」、あるいは「輝く要塞（the Shining Fortress）」、後のグロスターとされる）であることが明らかになる。ここでは、彼女たちは恐ろしい戦いと魔法の支配者であり、ブリテンを恐怖へ陥れ、彼女らの邪悪な行いがペレドゥルの伯父の王国を荒廃させた原因だった。これは、アーサー王の聖杯伝説の異聞のひとつであり、聖杯を探す代わりに滅ぼすべき悪しき魔女のもたらす厄災（障害物）を取り除く役割を担う。魔女は黒衣の「未婚の老婆」の一団で、敵に寝返ったペレドゥルの恩人として物語に登場し、自分たちの住処で彼が過ごすときには自分たちと同じ力を与えすらする。しかし主題はかつて血縁者を傷つけた彼女らへのペレドゥルの気乗りしないもののいずれ下さなければならない復讐である。ペレドゥル自身は3度降伏する機会を与えた後に魔女の長を打ち負かしただけであるが、彼の行動が呪文の魔力を打ち破り、アルスルと彼の部下たちは残った魔女を殺戮し、速やかであったために魔女は誰ひとりとして生きて逃れることはできなかった。
冒険の比較的早いころ、ペレドゥルは山にある城を見つけたが、城の女主人は城の周りの土地が征服されているさまと、あまりに強大な力を持つために誰も止めることのできない恐ろしい九人の魔女に襲撃されていることを語り、翌朝には城が彼女らのひとりに奪われてしまうだろうと言った。しかしペレドゥルは助力を申し出て、夜明けに城にやって来た女魔法使いのヘルメットを一撃で粉砕し、猛烈に攻撃して制圧した。彼はすんでのところで彼女を殺害するところだったが、彼女が許しを乞うたため、城の女主人の承諾を得てから彼は女魔法使いが自分の土地に戻り、彼女と彼女の姉妹が二度と女主人の領地で問題を起こさないと約束するならば命は助けることに同意した（通常ペレドゥルは、ケイや他の様々な騎士を含めた一連の物語を通じて、敗れた敵に慈悲を与える）。そして彼は助けた魔女と一緒に彼女の宮殿のあるカエル・ロイウに向けて出発し旅をするが、それについての描写自体はない。ペレドゥルは魔女の宮殿（Llys Gwiddonod）に訓練が終わるまで3週間滞在し、そして彼は自分で選んだ馬と武器を持って彼女たちの長に送り出される。
この物語の原型の終局でペレドゥルは謎めいた首について知るが（この物語の聖杯の代わりになるもの）、彼のいとこのひとりのもので、ペレドゥルは魔女と出会う前に彼を目撃していたのだった。彼の乳姉妹は魔女が彼のいとこを殺害し、呪いで伯父（この王国の無名の王は漁夫王にあたる）の足を不自由にしたと訴え、ペレドゥルが復讐者になることは運命づけられていると語る。ペレドゥルと年上の仲間のグワルッフマイ（ガウェイン）は、アルスルの軍団をこの難行に招集し、ペレドゥルは魔女の問題を処理するために彼らをカエル・ロイウへ導く。続いて起こる決着の場で、ペレドゥルは無敵と思われる魔女の長がアルスルの戦士をひとり、またひとり打ち倒すのを見る。ペレドゥルは彼女にやめるように言い、戦いを終わらせて降参するように訴え続けたが、彼女は聞き入れず、3人目を殺したところでペレドゥルはついに自分自身で争いに加わり、力強い一撃で彼女を打ち倒した。今際の際に彼女は他の魔女にペレドゥルこそ彼女らを全て殺戮すると予言された者だから逃げろと大声で叫んだが、アルスルと他の者たちが突撃して逃げる女たちを追い、最後の者にまで追い付いて剣にかけた。
物語では、カエル・ロイウの最後の戦いで彼女たちが滅ぼされた際に魔女が何人集まったが明らかにされていないが、彼女たちとペレドゥルが始めて出会ったときは9人よりも多かったかもしれない。ジョン・リースによると、言及はされていないものの「性別の異なる多くの同盟者と彼女たちは強大な勢力を集結していたに違いない」としている。いずれにせよペレドゥルの仇討ちは完了し、彼は大いなる魔術に苦しむ王国を解放する役割を果たし英雄として賞賛され、今や魔女は全滅したために、彼自身が彼女らの魔法の秘密を保持する最後の者となった。しかし勝利の後、彼の伯父に何が起こったのかは語られない。アーバン・T・ホルムズ2世は魔女の死により王は魔法から解放されたと推測し、逆にアーサー・エドワード・ウェイトは王は癒されず、全ては無駄になったと推測する。
前述のサムソンとカイの物語のように、フリント・F・ジョンソンによれば、このロマンスは5世紀から6世紀にかけてキリスト教徒によって行われたケルトの異教信仰の根絶の残響であるかもしれない。ディラ・B・マホニーは魔女たちを「支配体制を取り戻そうとする古い秩序の支持者を象徴する」のではないかと推測する。「マビノギオン」の「キルッフとオルウェン」もアルスルのカエル・ロイウへの攻撃を主題としているが、この物語では城の防衛者は男性である。アルスルもまた 黒き魔女（Orddu）を追跡して捕まえ、彼女が自身を殺そうとしたアルスルの部下を繰り返し攻撃した後に彼女をまっぷたつにするが、これはベレドゥルがカエル・ロエルの女王をどのように殺害したかを思い起こさせる。さらに物語の一部はアイルランドの神話的英雄クー・フーリンが女戦士スカアハを打ち負かして脅迫した後戦い方を教わったことや、スカアハの敵オイフェを助命するが強姦し、数年後にふたりの間に生まれた息子と戦って殺害することになる物語と類似している。ノーマ・ローレ・グッドリチは、この主題を「スコットランドの魔法戦士の儀式」と結びつけ魔女の長をアーサーの異父姉の女王モーガン・ル・フェイの人物像と関連づける。ロージャー・シャーマン・ルーミスは著者が魔女（gwiddon）モーガンを念頭に置いたか、あるいは著者とジェフリー・オブ・モンマスの両者がより古い伝承の同じ材源から取った可能性がある。